# Draba melanopus
Draba melanopus är en korsblommig växtart som beskrevs av Vladimir Leontjevitj Komarov. Draba melanopus ingår i släktet drabor, och familjen korsblommiga växter. Inga underarter finns listade i Catalogue of Life.